# Edward Cross (Zoodirektor)

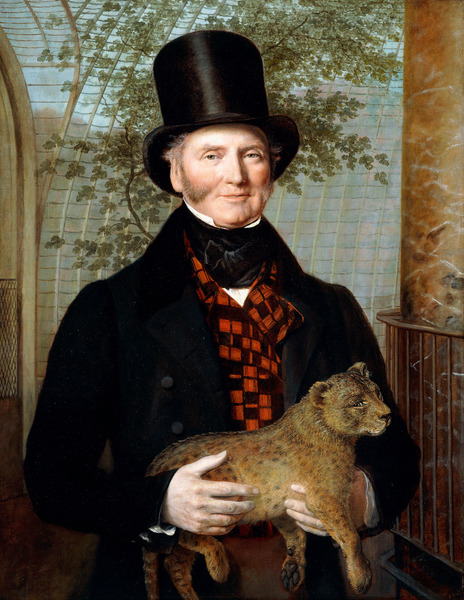
Edward Cross, Gemälde von Jacques-Laurent Agasse, 1838

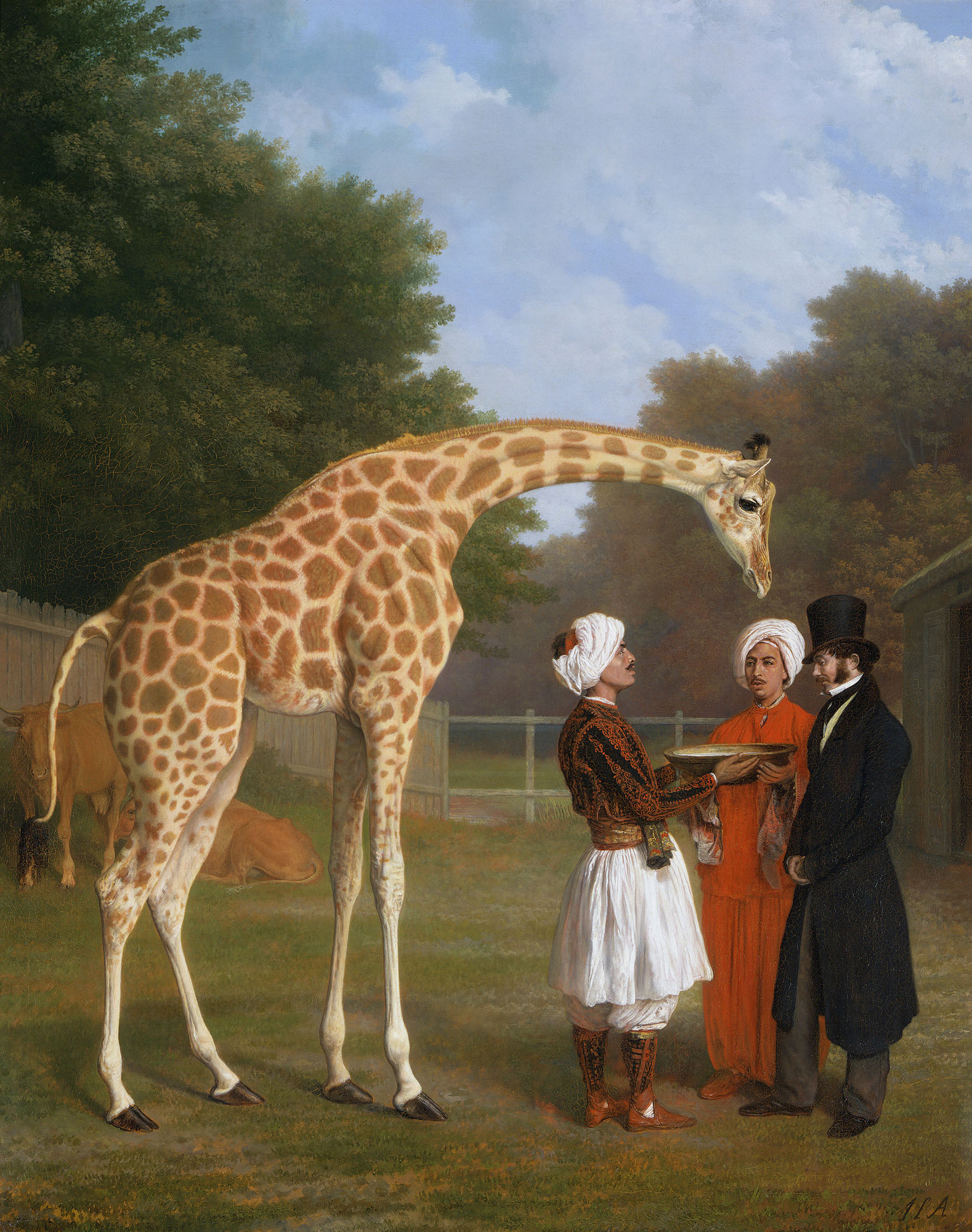
Die nubische Giraffe, Gemälde von Agasse um 1827. Rechts steht Edward Cross.

Edward Cross (* in London; getauft am 3. Februar 1774; † 26. September 1854 in Kennington) war ein britischer Menageriebesitzer, Schausteller und Zoodirektor.

## Leben
Edward Cross war ein Sohn von Walter Cross und dessen Ehefrau Jane, geborene Callow. Er wurde in Holborn in der Kirche St Andrew's getauft. Über seine Jugend ist wenig bekannt. Er heiratete eine Frau namens Mary, mit der er eine Tochter bekam. Eine Verwandtschaft mit dem Tierhändler William Cross in Liverpool ist nicht nachgewiesen, doch nach manchen Quellen arbeitete auch Edward Cross zunächst als Tierhändler in ebendieser Stadt.

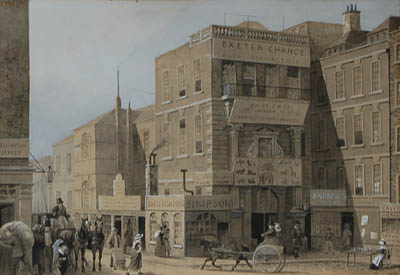
Exeter Change

Später war er bei Stephen Polito in dessen Menagerie im Exeter Change am Strand in London beschäftigt und übernahm dieses Unternehmen nach Politos Tod im Jahr 1814. Das vierstöckige Gebäude beherbergte eine große Zahl exotischer Tiere, darunter auch ein Nashorn und den Elefanten Chunee, den Cross 1826 töten ließ, weil er nicht mehr zu bändigen war. Die Beseitigung des Kadavers, der zunächst noch dem Publikum präsentiert worden war, bis sich Anwohner über den Gestank beschwerten, war sehr aufwändig. Cross ließ Chunees Skelett präparieren und integrierte es in seine Menagerie. Wenig später versuchte er seine Tiersammlung an die Zoological Society of London zu verkaufen. Das Angebot wurde aber abgelehnt. Weil Exeter Change 1829 abgerissen wurde, musste Cross für seine Menagerie ein neues Quartier suchen. Während des Umzugs an den neuen Standort in der Nähe des Trafalgar Square kamen mehrere Tiere frei.
1831 gab Edward Cross die Menagerie in London auf. Die noch vorhandenen Tiere verkaufte er für 3500 Pfund an die von ihm selbst gegründete Surrey Literary, Scientific and Zoological Institution. Er selbst wurde Direktor des neu gegründeten Zoos von Surrey in Kennington auf dem Gelände des Walworth Manor House. In den darauf folgenden Jahren schaffte Cross wieder etliche exotische Tiere an, verzichtete aber auf die dauerhafte Haltung eines neuen Elefanten. 1844 zog er sich aus dem Berufsleben zurück, zehn Jahre später starb er. Edward Cross wurde auf dem West Norwood Cemetery begraben.

## Das Schicksal des Zoos
Der Zoo in Surrey geriet nach Cross’ Ausscheiden bald in Schwierigkeiten und wurde 1856 geschlossen. Das Gelände wurde noch als Themenpark mit Music Hall, die 12.000 Besucher fasste, genutzt. Der Themenpark, in dem unter anderem auch General Tom Thumb auftrat, war sehr beliebt. Zu den Gästen gehörten auch Mitglieder der königlichen Familie. Doch die Music Hall brannte 1862 ab. 1877 wurden die Surrey Gardens endgültig geschlossen, ab den 1950ern entstand auf dem Gelände der Pasley Park. Relikte des einstigen Zoos waren 2009 im Cuming Museum zu sehen.

## Sonstiges
Das Rhinoceros crossii wurde 1854 nach Edward Cross benannt. Das Exemplar, nach dem die Art bestimmt wurde, stammte aus Cross’ Beständen und seine Überreste gelangten ins Britische Museum.

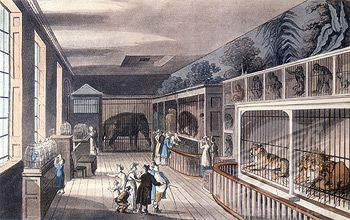
Die Menagerie in Exeter Change um 1820
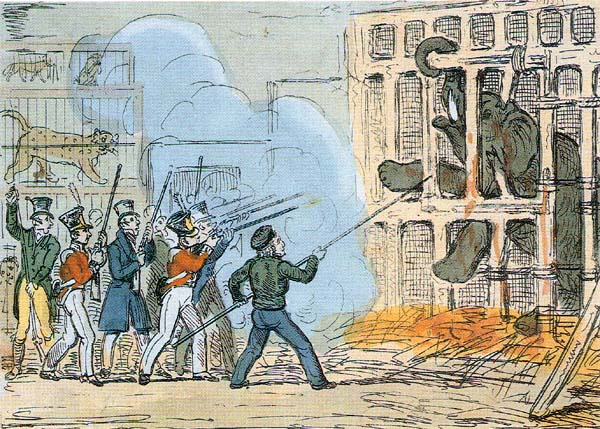
Chunee wird getötet
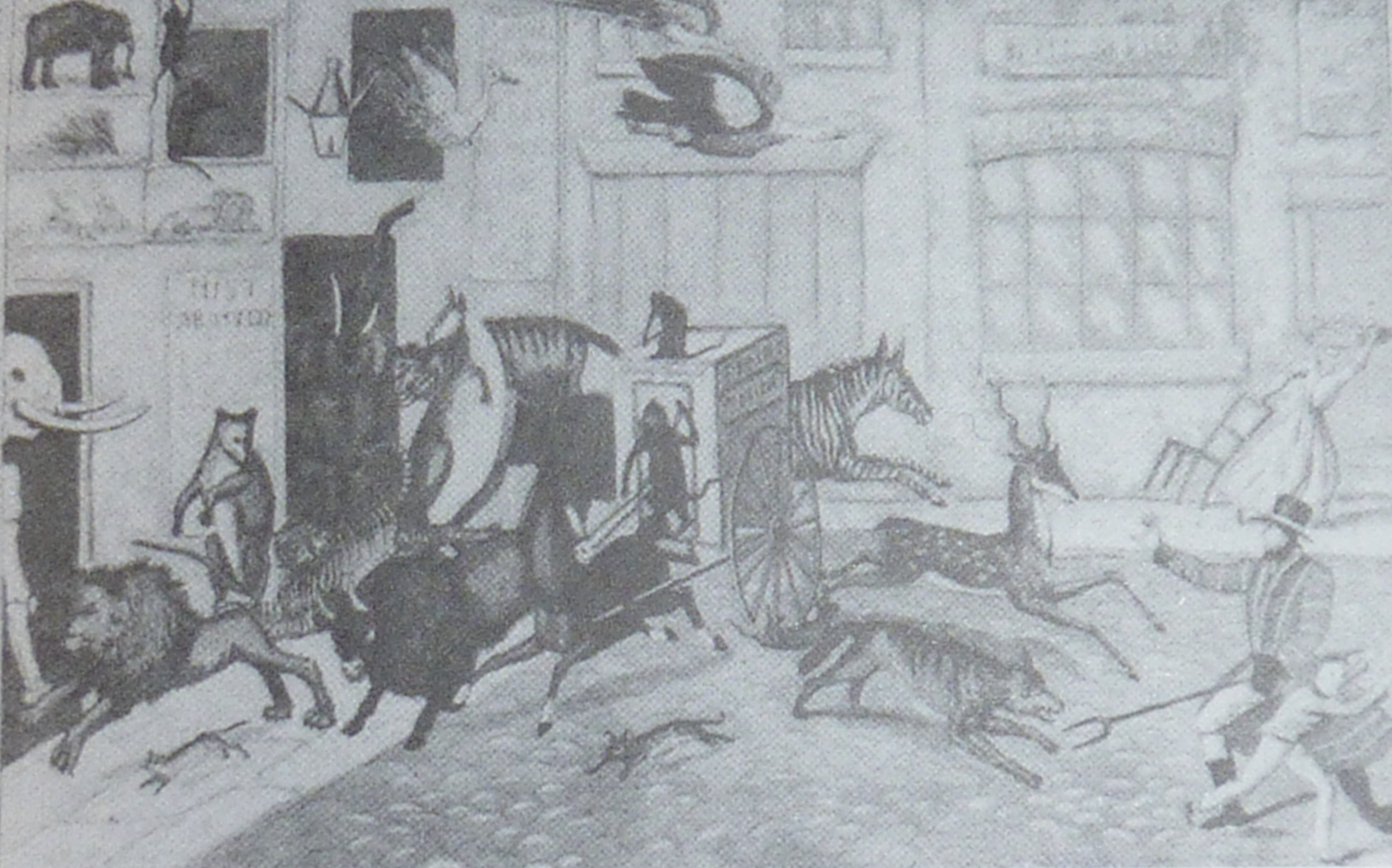
Tiere entkommen während des Umzugs
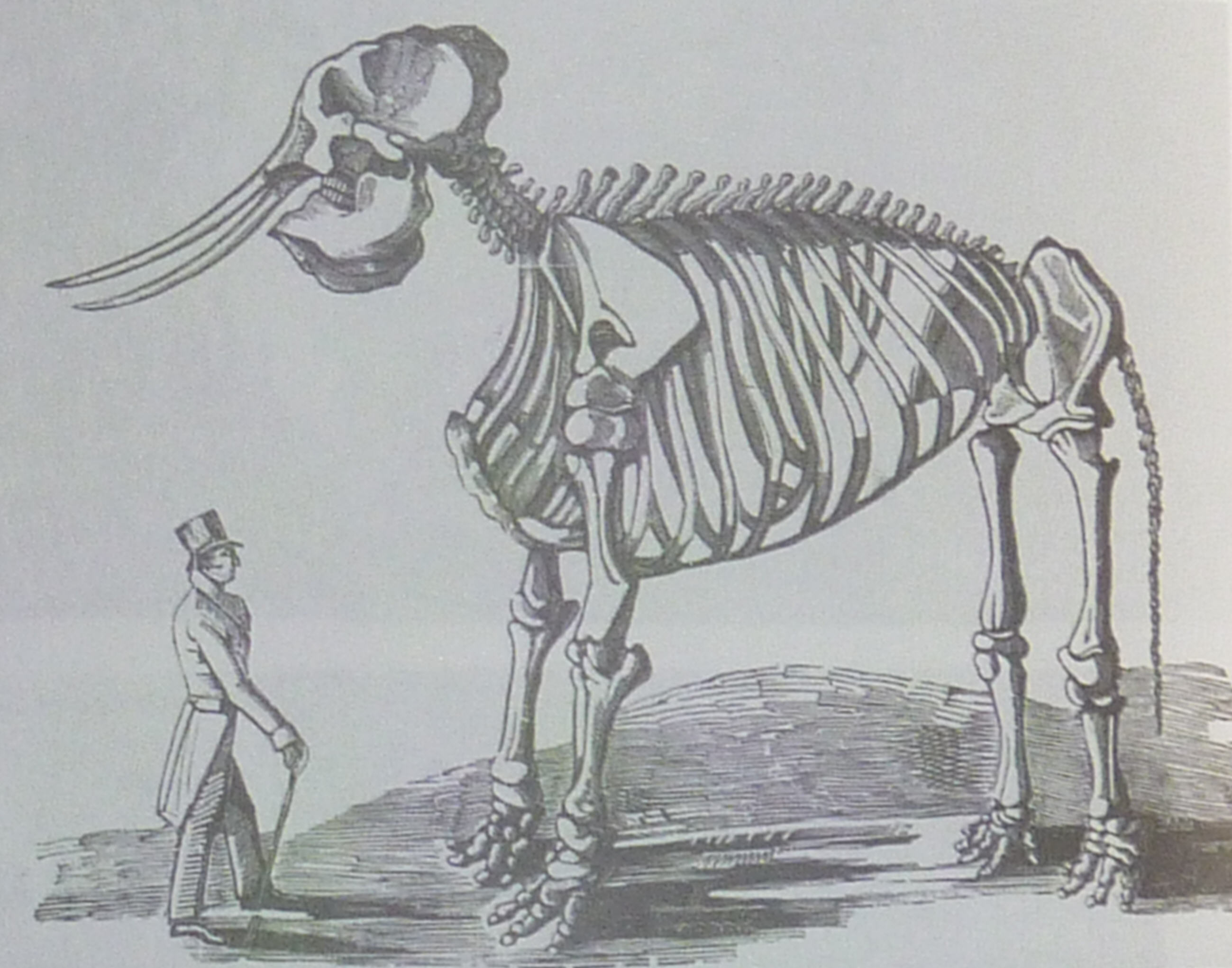
Abbildung von Chunees Skelett (mit gefälschten Stoßzähnen), die Cross vertrieb